# Södra Yan
Södra Yan (南燕; Nányàn) var en stat under tiden för De sexton kungadömena i Kina. Staten existerade år 398 till 410.
Staten grundades av folkgruppen Xianbei.